# Katie Halper

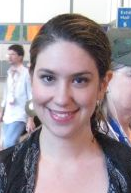
Katie Halper, 2008

Katherine „Katie“ Rose Halper (* 11. Juli 1980 in New York City) ist eine US-amerikanische Komikerin und politische Kommentatorin.

## Leben und Wirken
Halper wuchs als Tochter jüdischer Eltern osteuropäischer Abstammung in der Upper West Side von Manhattan auf. Ihr Vater ist Psychiater, die Mutter Professorin für Englische Sprachen und Romanautorin. Nach dem Besuch der Dalton School absolvierte sie ihr Studium bis 2003 an der Wesleyan University.
Halper arbeitete zunächst als Entwicklungsdirektorin für das Downtown Community Television Center (DCTV), eine gemeinnützige Einrichtung für mediale Erziehung. Bald darauf arbeitete sie als Standup-Komikerin. Sie trat unter anderem bei Symphony Space und The Culture Project in New York, beim Edinburgh Festival Fringe, beim D.C. Comedy Festival, und bei Netroots Nation auf. Ab 2008 wirkte sie zudem als politische Kommentatorin und verfasste Artikel für Zeitungen wie The New York Times,  The Guardian, The Nation, für das Magazin Jacobin sowie für Online-Plattformen wie Salon und Vice. und trat unter anderem in Sendungen wie  Countdown with Keith Olberman (MSNBC) und The Ingraham Angle (Fox News Channel) auf.
Seit 2018 moderiert sie den Podcast The Katie Halper Show, ein humoristisch-politisches Programm zum Tagesgeschehen, das von einem Radiosender und auf Youtube veröffentlicht wird. In der Ausgabe der Sendung vom 25. März 2020 erklärte die ehemalige Mitarbeiterin des Stabes des heutigen US-Präsidenten Joe Biden, Tara Reade, im Interview mit Halper, Biden sei in seiner Zeit als Senator ihr gegenüber 1993 in einem Umkleideraum im US-Capitol Hill Bürogebäude sexuell übergriffig geworden. Damit zog die Sendung eine große öffentliche Aufmerksamkeit auf sich und es folgte eine umfangreiche Berichterstattung.
Seit 2019 moderiert Halper zusätzlich den ursprünglich vom Rolling Stone Magazine produzierten Podcast Useful Idiots, der auf YouTube mit Co-Moderator Matt Taibbi veröffentlicht wurde. Nach Differenzen mit Rolling Stone trennten sich die Moderatoren 2021 von der Zeitschrift und veröffentlichten ihren Podcast fortan in Eigenregie. Seit 2022 wirkt der Journalist Aaron Maté als Co-Moderator. Gäste waren zum Beispiel der Senator Bernie Sanders, die Kongressabgeordneten Ro Khanna und Tulsi Gabbard oder der Dokumentarfilmer Michael Moore.
Von 2017 bis 2022 moderierte Halper ein wöchentliches Segment für das Online-Format des Politmagazins The Rising (The Rising TV) der in Washington lokalisierten Nachrichtenplattform The Hill, in dem sie das politische und mediale Geschehen der vergangenen Woche humoristisch glossiert.

### Entlassung durch The Hill (2022)
Im Herbst 2022 wurde ihr von The Rising gekündigt, Hintergrund hierfür war, dass sie als Reaktion auf Angriffe auf die amerikanische Kongressabgeordnete Rashida Tlaib, die den Staat Israel aufgrund seiner Behandlung der palästinensischen Bevölkerung in den von Israel kontrollierten Gebieten der West-Bank und des Gazastreifens als „Apartheids-Staat“ bezeichnet hatte, weswegen Tlaib von verschiedenen Medien Antisemitismus vorgeworfen wurde, einen Video-Monolog als Beitrag für Rising TV aufgezeichnet hatte, in dem sie sich mit Tlaib solidarisierte und ausführlich begründete, weshalb sie Tlaibs Kritik an Israel, obschon sie selbst jüdischer Abstammung ist, als gerechtfertigt ansieht.

### Petition für Roger Waters (2023)
Im März 2023 wurde Halper in Deutschland einer größeren Öffentlichkeit durch die Initiierung einer Online-Petition bekannt, mit der sie die Bundesregierung, die Stadt Frankfurt am Main und das Land Hessen aufforderte, ein von Stadt und Land verhängtes Verbot eines für den 28. Mai 2023 geplanten Konzertes des britischen Sängers Roger Waters (ehemals Pink Floyd) in der Frankfurter Messehalle zurückzunehmen. Stadt und Land hatten das Verbot als Gesellschafter der Messehalle beschlossen, da sie Waters vorwarfen, im Rahmen seiner Kritik an der Politik des Staates Israel Antisemitismus zu verbreiten, ein Vorwurf, den Halper als unzutreffend ansieht.
Halpers Petition wurde von mehreren zehntausend Personen unterschrieben, darunter Künstler, Menschenrechtsaktivisten und Intellektuelle wie Noam Chomsky, Julie Christie, Eric Clapton, David Cross, Daniel Ellsberg, Brian Eno, Peter Gabriel, Terry Gilliam, Chris Hedges, John Pilger, Susan Sarandon, Robert Scheer und Cornel West. Auch der Psychiater und Holocaust-Überlebende Gabor Maté sowie der ehemalige Pink-Floyd-Schlagzeuger Nick Mason unterzeichneten die Petition.